# Riesling

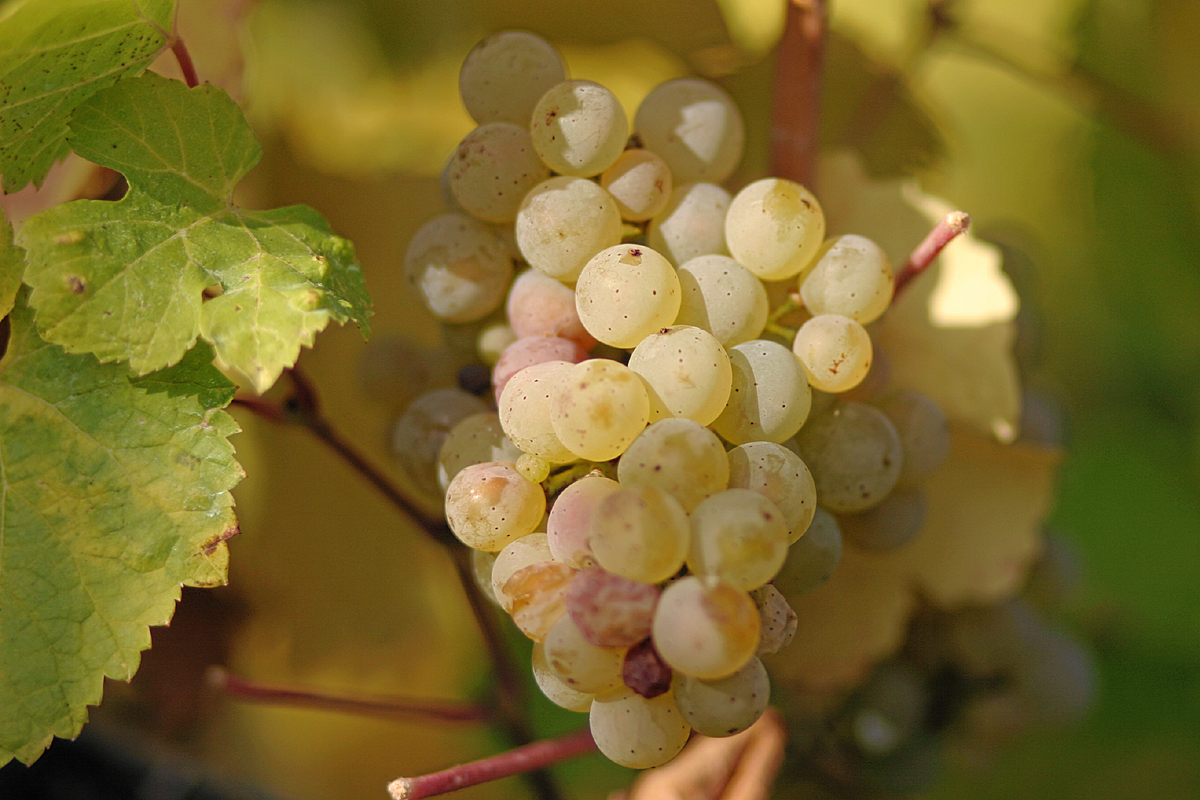
Strugure de Riesling în Rheingau, Germania

Riesling (/risling/) este un soi de struguri albi originar din regiunea Rinului. Rieslingul este un soi de struguri aromat care prezintă arome de flori, aproape parfumate, precum și o aciditate ridicată. Este folosit pentru a face vinuri albe seci, demidulci, dulci și spumante. Vinurile de Riesling sunt de obicei monosoi și sunt rareori păstrate în butoaie de stejar. În 2004, Riesling a fost estimat a fi al 20-lea cel mai cultivat soi din lume, cu o suprafață de 48.700 ha (cu o tendință de creștere), dar în ceea ce privește importanța pentru vinurile de calitate, este de obicei inclus în „top trei” soiuri pentru vin alb împreună cu Chardonnay și Sauvignon blanc. Riesling este un soi foarte „dependent de terroir”, ceea ce înseamnă că caracterul vinurilor Riesling este influențat mult de locul de origine al vinului.
În climatele răcoroase (cum ar fi multe regiuni viticole germane), vinurile Riesling tind să prezinte note de mere și fructe, cu niveluri vizibile de aciditate, care sunt uneori echilibrate de zahărul rezidual. O varietate cu maturare târzie, care poate dezvolta mai multe note de citrice și piersici, este cultivată în zone cu climă mai caldă (cum ar fi Alsacia și părți din Austria). În Australia, Riesling este adesea remarcat pentru o notă de lime caracteristică care tinde să apară în probele din Valea Clare și Valea Eden din Australia de Sud. Aciditatea naturală ridicată a Rieslingului și aromele pronunțate de fructe conferă vinurilor obținute un potențial de învechire excepțional, cu exemple bine făcute din vintage favorabile care dezvoltă adesea note fumurii, de miere, pe când Rieslingurile germane învechite, în special, capătă nuanțe de „benzină”, ca rezultat al dezvoltării compusului TDN.
În 2015, Riesling era cel mai cultivat soi din Germania cu 23,0% și 23.596 ha, precum și în regiunea franceză Alsacia cu 21,9% și 3.350 ha. În Germania, soiul este plantat pe scară largă în regiunile viticole Mosel, Rheingau, Nahe și Pfalz. Există, de asemenea, plantații semnificative de Riesling în Austria, Slovenia, Serbia, Republica Cehă, Slovacia, Luxemburg, nordul Italiei, Australia, Noua Zeelandă, Canada, Africa de Sud, China, Crimeea și Statele Unite (Washington, California, Michigan și New York).